# Campagnolo
Campagnolo er et italiensk firma, som fremstiller gear til cykler. Virksomhedens hovedkvarter ligger i Vicenza. Campagnolo laver primært gear til racercykler og desuden producerer de hjul.